# World Park Base
 (février 2024).
Si vous disposez d'ouvrages ou d'articles de référence ou si vous connaissez des sites web de qualité traitant du thème abordé ici, merci de compléter l'article en donnant les références utiles à sa vérifiabilité et en les liant à la section « Notes et références ».
La World Park Base est une ancienne base antarctique de Greenpeace, indépendante de tout autre organisation ou État, située au cap Evans sur l'île de Ross.
Créée en 1987 afin d'appuyer la demande de l'organisation sur les nations signataires du traité sur l'Antarctique de déclarer l'ensemble du continent un « parc mondial », c'est-à-dire une aire protégée interdite à l'exploitation commerciale et la pollution et qui n'autorise que des recherches scientifiques limitées et encadrées. Néanmoins, en 1992, la base est fermée puis démantelée, les différentes nations ayant globalement ignoré la demande de Greenpeace.
Les membres de la base ont récupéré l'ensemble de leurs déchets afin de ne pas souiller la zone, et cette pratique s'est répandue si bien que toutes les bases antarctiques font désormais la même chose[réf. nécessaire].